# 高野弥一郎
高野 弥一郎（たかの やいちろう、1902年2月11日- 1992年7月21日）は、日本の翻訳家。
新潟県小千谷市片貝の農家に生まれ、小学校卒業後、鉄工所に勤める。英文学に志して上京し、銀座で新聞配達をしながら早稲田大学英文科に学ぶ。在学中に『サンデー毎日』の懸賞映画小説に応募し「夢と女」で当選、小説家を志す。1940年、喜多荘太の筆名でアンドレ・モーロワ「欧州大戦秘話」を『サンデー毎日』に連載し、『フランス敗れたり』として刊行すると、300版の大ベストセラーとなり、にわかなモーロワのブームが訪れた。1944年、郷里新潟県に疎開、高校教師をしながら、戦後も翻訳を続けた。

## 翻訳
- アンドレ・モーロワ『フランス敗れたり』（大観堂、1940年）
- アンドレ・モーロワ『フランス戦線』（大観堂書店、1941年）
- ウィラ・キャザー『サフィラと奴隷娘』大観堂、1941年）
- ステファン・ツワイク『マリー・アントワネット伝』大観堂、1943年）
- ダイナ・マリア・クレイク『バラの家 ジョン・ハリファックス物語』（大日本雄弁会講談社、1949年）
- サ・ウォルター・スコット『覆面の王子』ジープ社、1950年）
- チャールズ・モーガン『扉開きぬ』（蒼樹社、1951年）
- E.S.ターナー『恋愛とその成功法』（東京ライフ社、世界性学選書）1958年
- パメラ・ブラウン『テレビ少女』（講談社、1959年）